# جزيرة جبل دوقة
جزيرة جبل دوقة هي إحدى الجزر الواقعة في البحر الأحمر، وتتبع منطقة مكة المكرمة غرب السعودية. تبلغ مساحة الجزيرة نحو 4,8 كم2 وتبعد عن الساحل بحوالي 7,80 ميل بحري.